# Калинівська міська територіальна громада
Калинівська міська територіальна громада — територіальна громада в Україні, в Хмільницькому районі Вінницької області. Адміністративний центр — місто Калинівка.
Площа громади — 88,49 км², населення — 20 175 мешканців (2018).
Утворена 25 серпня 2015 року шляхом об'єднання Калинівської міської ради та Дружелюбівської сільської ради Калинівського району.
17 липня 2020 року, в результаті адміністративно-територіальної реформи та ліквідації Калинівського району, громада увійшла до складу Хмільницького району.

## Населені пункти
До складу громади входять 49 населених пунктів — 1 місто (Калинівка), 43 села: Адамівка, Антонопіль, Бережани, Великі Кутища, Весела, Вишневе, Гарасимівка, Глинськ, Голендри, Голубівка, Дружелюбівка, Дружне, Забара, Загребельня, Заливанщина, Корделівка, Котюжинці, Лемешівка, Лісова Лисіївка, Люлинці, Малі Кутища, Мирне, Мізяків, Мізяківська Слобідка, Мончинці, Нападівка, Нова Гребля, Павленки, Павлівка, Панасівка, Писарівка, Польова Лисіївка, Прилуцьке, Радівка, Райки, Сальник, Софіївка, Тарасівка, Уладівське, Хомутинці, Червоний Степ, Черепашинці, Чернятин та 5 селищ: Гулівці, Калинівка Друга, Постолове, Рівнинне, Яблуневе.